# Detlef Kannapin
Detlef Kannapin (* 1969 in Berlin) ist ein deutscher Filmhistoriker und Publizist.

## Leben
Kannapin studierte neuere und neueste Geschichte, Politikwissenschaft, Soziologie, Medienwissenschaft und Philosophie in Berlin und Marburg. Von 1999 bis 2004 arbeitete er als wissenschaftlicher Mitarbeiter für die DEFA-Stiftung. 2005 schloss er seine Promotion zum Dr. phil. mit einer Dissertation über den Nationalsozialismus im deutschen Spielfilm als Ost-West-Vergleich ab. Kannapin ist seit 2007 als wissenschaftlicher Referent für die Fraktion der Partei Die Linke im Deutschen Bundestag tätig. Seit 2011 kuratiert er die Filmreihe 3 D – Deutsche Demokratische Dokumente der Peter-Hacks-Gesellschaft. Seine Arbeitsgebiete sind Film- und Mediengeschichte und politische Philosophie.

## Schriften (Auswahl)
- Antifaschismus im Film der DDR. DEFA-Spielfilme 1945–1955/56. Köln 1997, ISBN 3-89438-142-6.
- Dialektik der Bilder. Der Nationalsozialismus im deutschen Film. Ein Ost-West-Vergleich. Berlin 2005, ISBN 3-320-02903-7.
- Der dialektische Materialismus steht vor der Tür  und da bleibt er stehen! Indikatoren des Machbaren in der spätimperialistischen Philosophie. Eine Streitschrift. Berlin 2010, ISBN 978-3-89793-259-3.
- Vernunft im Abseits. Aufsätze zum Studium des Klassenkampfs. Berlin 2015, ISBN 3-359-02538-5.
- Im Maschinenraum der Filmkunst – Erinnerungen des DEFA-Chefdramaturgen Rudolf Jürschik. Berlin 2021, ISBN 978-3-86505-418-0.
- Vernunft im Passiv. Standpunkte beim Studium des Klassenkampfs. Berlin 2022, ISBN 978-3-359-02552-8.